# Cyathea parvula
Cyathea parvula är en ormbunkeart som först beskrevs av Jenm., och fick sitt nu gällande namn av George Richardson Proctor. Cyathea parvula ingår i släktet Cyathea och familjen Cyatheaceae. Inga underarter finns listade.